# تاوف کیرشن (بای مونشن)
تاوف کیرشن (بای مونشن) (به آلمانی: Taufkirchen (bei München)) یک شهر در آلمان است که درمنطقه مونیخ واقع شده‌است.

## خصوصیات
تاوف کیرشن ۲۲٫۰۲ کیلومترمربع مساحت دارد ۵۶۳ متر بالاتر از سطح دریا واقع شده‌است.

## خواهرخوانده
شهر Wildau خواهرخواندهٔ تاوف کیرشن (بای مونشن) هست.